# Radio X
Radio X è un network radiofonico britannico edito da Global Radio; è specializzato nei generi musicali rock alternativo e pop indipendente.
Nato a Londra nel 1992 come XFM per iniziativa di Sammy Jacob, che avrebbe poi cofondato NME Radio nel 2008, il gruppo si allargò poi a quattro radio. Tra i nomi celebri con un passato come DJ di Xfm Radio figurano quelli di Ricky Gervais, Karl Pilkington, Stephen Merchant, Simon Pegg, Christian O'Connell, Russell Brand, Justin Lee Collins, Adam and Joe, Alex Zane e Dermot O'Leary.
Nel 2008 XFM Radio ha pubblicato l'album You Cross My Path dei Charlatans attraverso il proprio sito web, diventando la prima radio a pubblicare un disco in modo gratuito sul proprio sito.